# Pałac Platnerów w Szmańkowczykach
Pałac Platnerów (ukr. Палац Плятнера) – zabytkowy budynek we wsi Szmańkowczyki (hromada Zawodśke, rejon czortkowski, obwód tarnopolski).
Parterowy pałac z muru pruskiego został zbudowany w latach 90. XIX wieku. Według informacji o historii wsi, zamieszczonych na stronie Czortkowskiej Administracji Państwowej, właścicielem majątku był Stanisław Wyhowski. Według innych źródeł (informacje o dziejach wsi Jezierzany) właścicielem mógł być Platner ze Szmankowszczyków, który przybył do Jezierzan, aby odkupić znaleziony we wsi skarb monet.
Obok pałacu znajduje się oficyna w stylu zakopiańskim.